# أماسيس (جنرال فارسي)
أماسيس كان فارسيًا من قبيلة مارافي أرسله آرياندس حاكم مصر تحت حكم قمبيز، على رأس جيش لمساعدة بيريتيما، والدة أرسيلساوس الثالث، ملك قورينا. انضم أماسيس إلى بادريس، الذي كان نبيلًا من باسارجاد. في أحد أعماله، يربط عالم اللغة إدوارد بوكوك مارافي مع Berhi-pae of Kartakeyu. استولى على برقة عن طريق الحيل والغدر، وقام بمحاولة فاشلة على قورينا. تمكن أماسيس من تأمين معاهدة خلال هذه الحملة، والتي انتهكها لاحقًا عندما استولى على برقة. ثم تم استدعاءه من قبل آرياندس. لقد عانى الجيش الفارسي في مسيرته بشدة من الليبيين وبعد ذلك بقليل زعموا أنهم عينوا قريبًا الملك المصري أماسيس الثاني كقائد لهم. ذكرت رواية لاحقة أن قمبيز حاول ترتيب زواجه من ابنة أماسيس لكنه انتهى بمهاجمة مصر عندما فشلت هذه المناورة الدبلوماسية.
كان اسم أماسيس مصريًا، ولكن يُقترح أن هذا كان نتيجة لفرط التمصير في مقابل أخذ اسم إيراني أو إعطاء اسم مصري.